# Gaivota-maria-velha

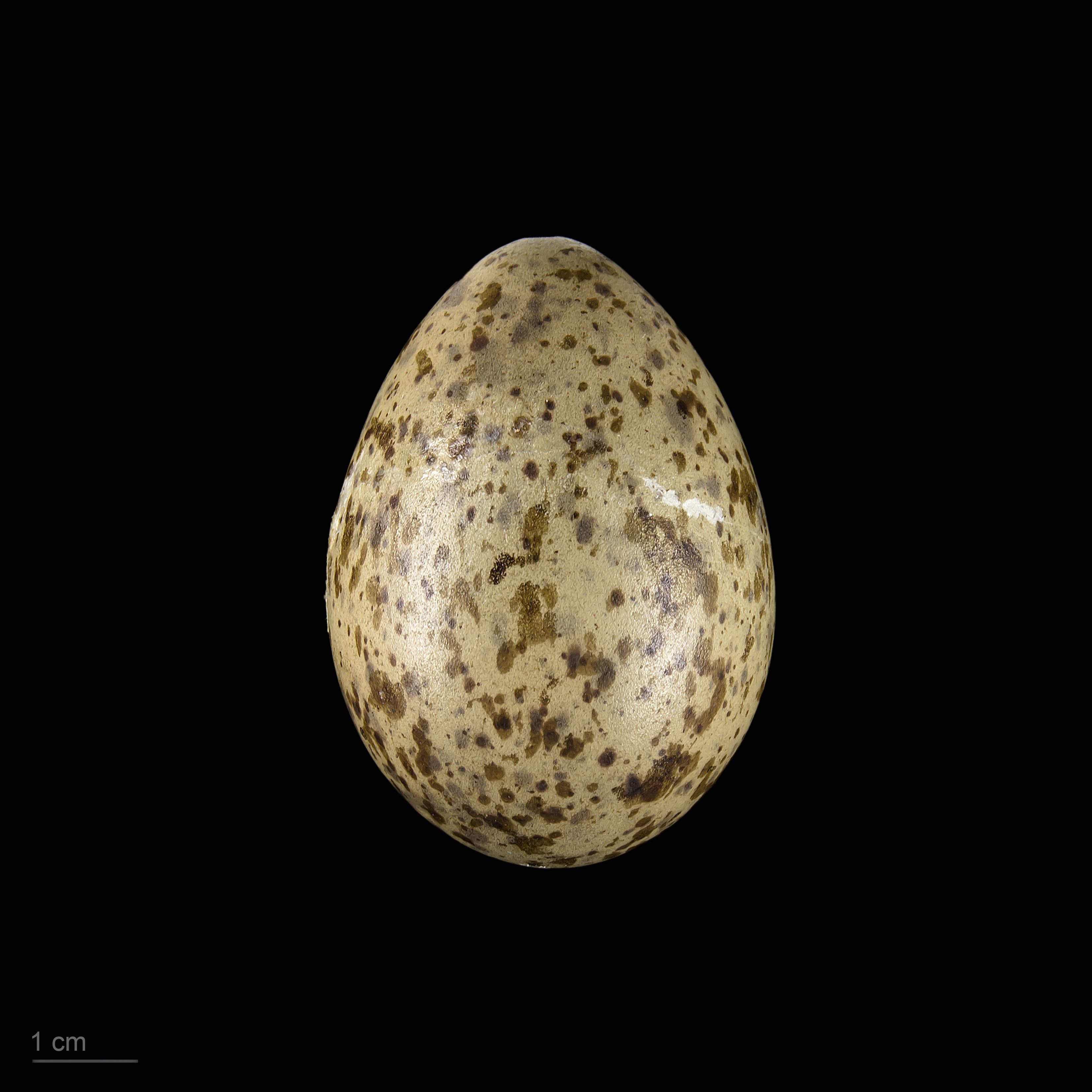
Chroicocephalus maculipennis - MHNT

Guincho-de-cabeça-castanha ou gaivota-maria-velha (Chroicocephalus maculipennis), também conhecida como atiati, é uma espécie de ave da família Laridae. O macho possui na cabeça uma plumagem escura surgida durante os períodos de procriação, desaparecendo durante o inverno. É vista em rios, lagos, praias e à beira-mar.

## Etimologia
"Atiati" é um termo de origem tupi.

## Ocorrência
Pode ser encontrada nos seguintes países: Argentina, Brasil, Chile, Ilhas Malvinas, Paraguai, Geórgia do Sul, Ilhas Sandwich do Sul e Uruguai.
Os seus habitat naturais são: pântanos, lagos de água doce, sapais e pastagens.No Brasil, aparece nos Estados do Rio Grande do Sul, Santa Catarina, Paraná, São Paulo, Rio de Janeiro e Alagoas.